# Nationaal park Cilento, Vallo di Diano e Alburni
Het Nationaal park Cilento, Vallo di Diano e Alburni (Italiaans: Parco nazionale del Cilento, Vallo di Diano e Alburni) is een Italiaans nationaal park geopend in 1991. Het is gelegen in de provincie Salerno (Campanië). Het is inclusief een groot deel van de regio's Cilento en Vallo di Diano. Het gebied heeft een oppervlakte van circa 1800 km2.

## Geschiedenis
Het park is officieel geopend op 6 december 1991 om de gebieden van Cilento te beschermen tegen bebouwing en massatoerisme. In 1998 werd het op de werelderfgoedlijst van UNESCO geplaatst., gelijk met het Griekse Paestum, Elea en Padula. Gemeenten niet in het park maar een deel van de Vallo di Diano regio Certosa di Padula.
Andere natuurgebieden in de omgeving van het park zijn de "Natural reserve of Foce Sele-Tanagro" (geopend in 1993, met de Oasis van Persano) en de "Maritime reserve of Licosa", in de gemeente Castellabate.

## Geografie
Het gebied van het nationale park is een van de grootste van Italië, niet inclusief al de gemeenten in het gebied van Cilento en Vallo di Diano. Het is inclusief de Kust van Cilentana en het centrale bosgebied in Pruno. De administratieve kantoren zijn gevestigd in Vallo della Lucania, op Piazza Santa Caterina nr. 8.
Gemeenten gevestigd in het nationale park zijn: Agropoli, Aquara, Ascea, Auletta, Bellosguardo, Buonabitacolo, Camerota, Campora, Cannalonga, Capaccio-Paestum, Casalbuono, Casal Velino, Casaletto Spartano, Caselle in Pittari, Castel San Lorenzo, Castelcivita, Castellabate, Castelnuovo Cilento, Celle di Bulgheria, Centola, Ceraso, Cicerale, Controne, Corleto Monforte, Cuccaro Vetere, Felitto, Futani, Gioi, Giungano, Laureana Cilento, Laurino, Laurito, Lustra, Magliano Vetere, Moio della Civitella, Montano Antilia, Montecorice, Monteforte Cilento, Monte San Giacomo, Montesano sulla Marcellana, Morigerati, Novi Velia, Ogliastro Cilento, Omignano, Orria, Ottati, Perdifumo, Perito, Petina, Piaggine, Pisciotta, Polla, Pollica, Postiglione, Prignano Cilento, Roccadaspide, Roccagloriosa, Rofrano, Roscigno, Sacco, Salento, San Giovanni a Piro, San Mauro Cilento, San Mauro la Bruca, San Pietro al Tanagro, San Rufo, Santa Marina, Sant'Angelo a Fasanella, Sant'Arsenio, Sanza, Sassano, Serramezzana, Sessa Cilento, Sicignano degli Alburni, Stella Cilento, Stio, Teggiano, Torre Orsaia, Torchiara, Tortorella, Trentinara, Valle dell'Angelo en Vallo della Lucania.

## Verkeer en vervoer
Nationaal Park Cilento, Vallo di Diano e Alburni is bereikbaar vanaf Salerno via de A3.

## Galerij

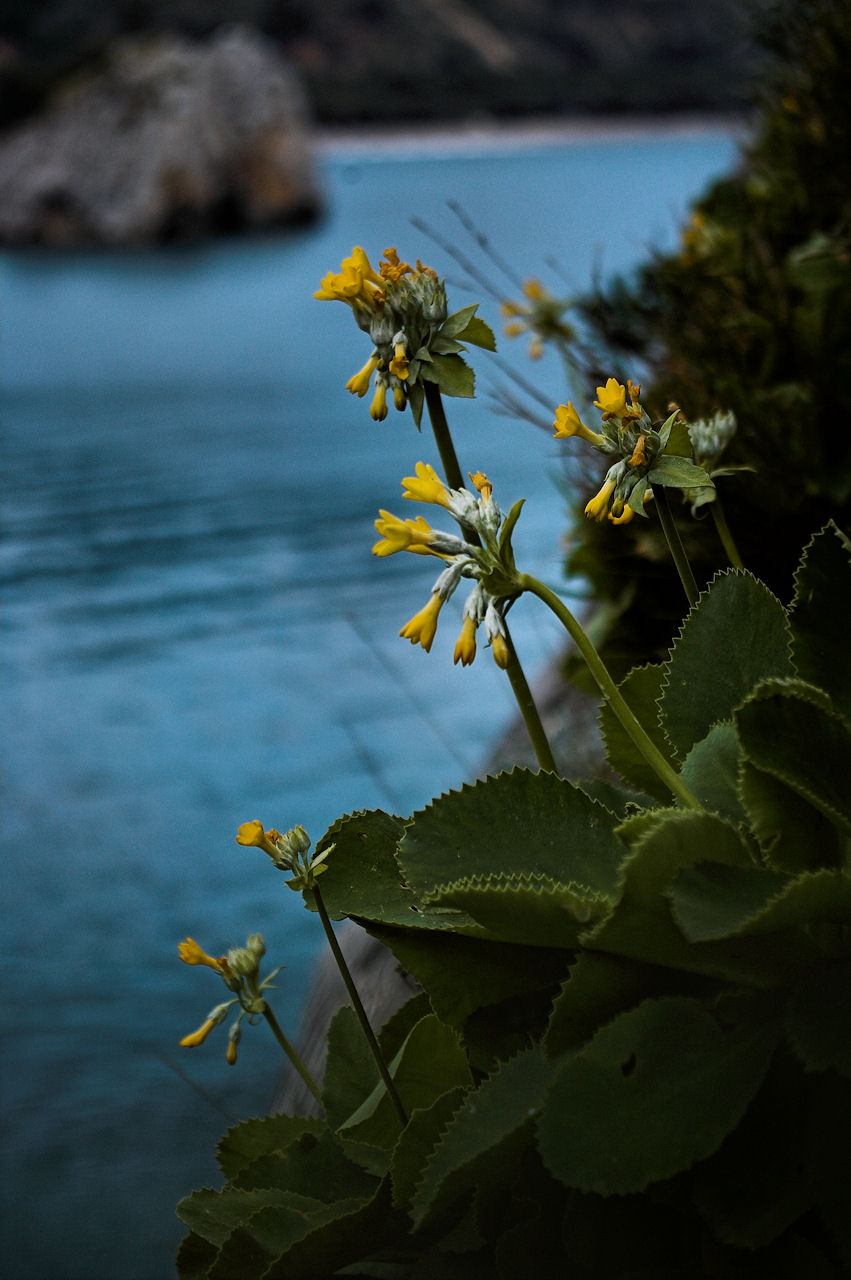
Primula palinuri, symbool van het nationaal park
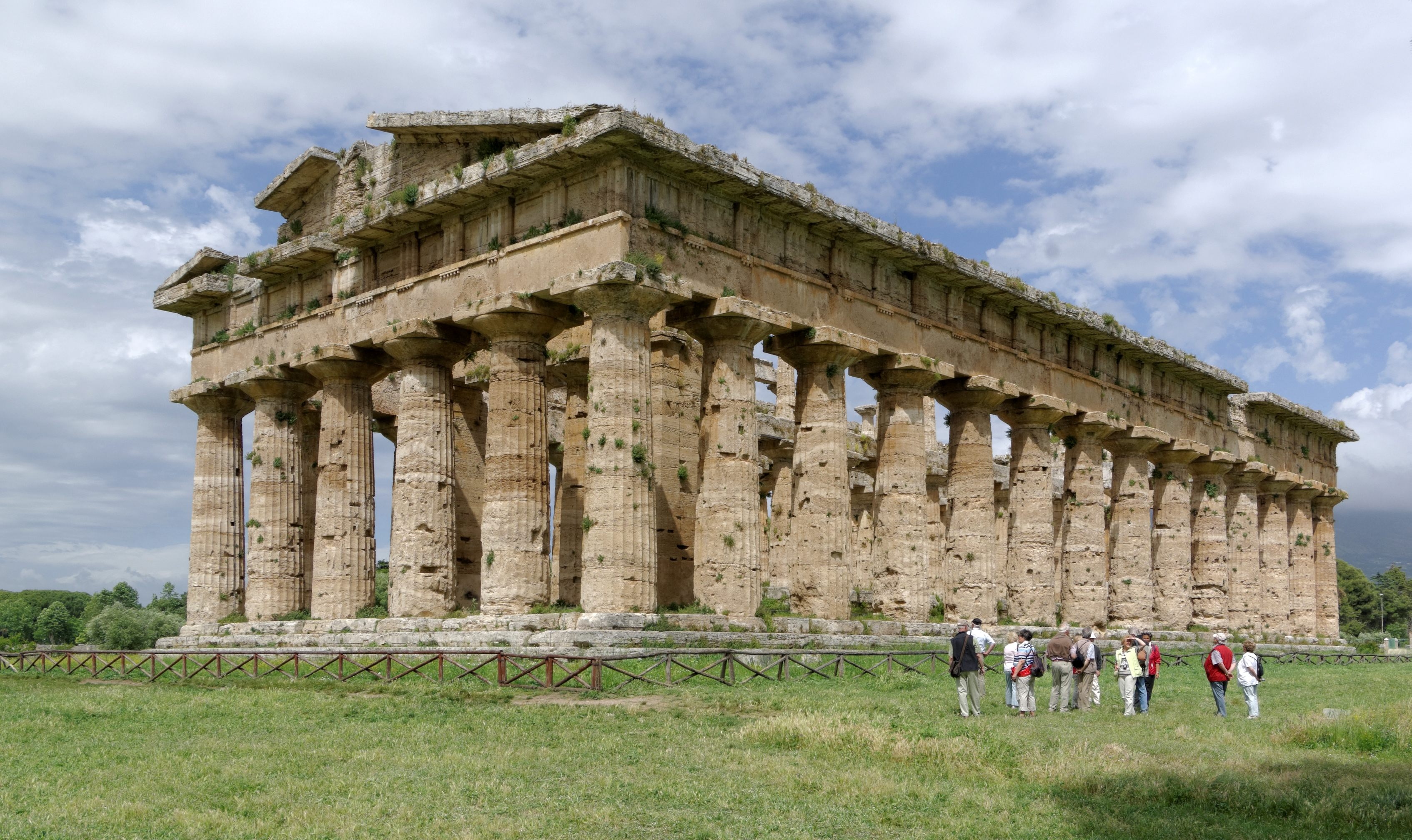
tempel van Poseidon in Paestum
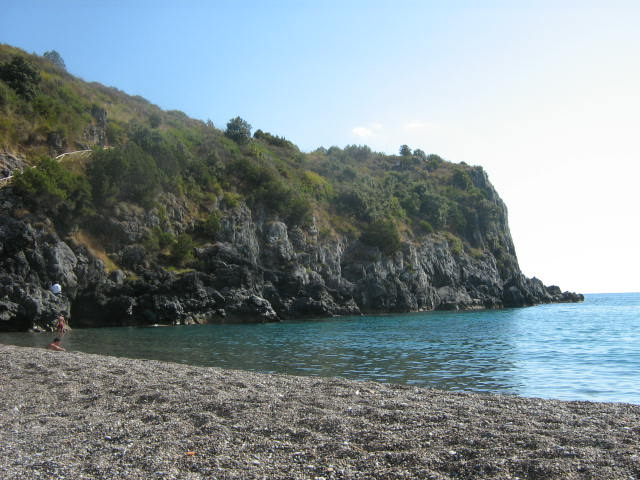
strand van Lentiscella in Marina di Camerota